# اوکابه موتونوبو
اوکابه موتونوبو (به ژاپنی: 岡部 元信 Okabe Motonobu)، گوروبی ; – (۲۵ آوریل ۱۵۸۱) یک سامورایی اهل ژاپن در دوره سنگوکو بود که به خاندان ایماگاوا خدمت می‌کرد. پس از اینکه اربابش ایماگاوا یوشیموتو در نبرد اوکه‌هازاما کشته شد، او مبارزه را ادامه داد تا اینکه حتی توانست جسد ارباب خود را بازپس بگیرد. به دنبال از بین رفتن خاندان ایماگاوا او با خاندان تاکدا بیعت کرد و در محاصره تاکاتنجین (۱۵۸۱) از خاندان تاکدا دفاع کرد. او در سال ۱۵۸۱ زمانی که توسط نیروهای توکوگاوا ایه‌یاسو تحت فرماندهی هوندا تاداکاتسو مورد حمله قرار گرفت، کشته شد.